# 抜苦与楽
抜苦与楽（ばっくよらく）とは、衆生の苦を取り除いて楽を与えることをいう。
- 抜苦（苦を抜く）とは、悲をあらわし、
- 与楽（楽を与える）とは、慈をあらわす。

ただし、慈・悲を反対に配当する見解もある。
大智度論27には「大慈与一切衆生楽、大悲抜一切衆生苦」とある。仏教の基本的な考え方として、この世の苦しみを解除して、至福の境地に至ることが挙げられるが、これは「厭離穢土・欣求浄土」という言葉とともに、仏教の基本的理念を端的に現したものである。